# Ингуши
Ингуши су кавкаски народ, који претежно живи у Русији, односно у Републици Ингушетији, у којој чини око 94% становништва. Ингуши су већином исламске вероисповести, а говоре ингушким језиком, који спада у нахску групу севернокавкаске породице језика.
Ингуша укупно има око 500.000.

## Етимологија
Име Ингуш потиче од древног села Ангушт, које је преименовано у Тарскоје и пребачено у Северну Осетију 1944. након депортације 23. фебруара 1944. године, познате као операција Сочиво.
Ингуши, национална група аутохтона на Кавказу, углавном насељавају Ингушетију. Они себе називају Гиалгиај (на ингушком: Гиала (кула) и  гиај (становници или грађани). Ингуши говоре ингушким језиком. Према професорки Јохани Николс са Берклија у својој књизи Ингушко-енглески речник на страни 5: "Ингушки и чеченски језик су различити језици и нису међусобно разумљиви". Ингуши су традиционално бескласно друштво засновано на кланском систему и неписаном закону. Сваки клан, и сваки члан клана, сматра се једнаким. За разлику од суседних народа на Кавказу (укључујући Чечене), Ингуши никада нису имали друштвено надређене или инфериорне. Ингуши/Ингушетија су такође били познати под следећим именима: Гелија (амерички картограф Џ. Х. Колтон, Страбон), Гиалгиај/Гелгај (Ингуши), Нахи (што значи "народ"), Вајнахи (што значи наш народ), Кист (грузински), Џурџук (грузински), Гилгви (грузински), Ангуштини (руски), Мачалони (осетски), чеченски горштаци звани Ингушки Махалони или Махлои (према чеченском историчару Халиду Ошајеву). Самоименовања представљају различита вајнахска племена која данас чине Ингушко становништво. Византијски и грузински мисионари су делимично христијанизовали Ингуше, иако је хришћанство било ослабљено монголским инвазијама. Остаци неколико цркава, посебно Ткабја-Јерд и Албе-Јерд, могу се наћи у Ингушетији. Ингуши су постепено прелазили на ислам током 18–19. века. Вакушти из Картлија је 1745. године написао да су становници села Ангушт били сунитски муслимани.

## Антропологија ингушког становништва
Шкотски географски магазин из 1901. године на стр. 570–572 помиње: Ингуши се сматрају веома древним становницима Кавказа; али њихово порекло се губи у нејасним, па чак и контрадикторним традицијама. Дуго се претпостављало да су идентични са Чеченима – грешка која је недавно оповргнута антрополошким истраживањима, која су показала да су они посебна етничка група... Тен Ингуша је мрк; високи су и мршави по облику тела; немирни, увек на опрезу, радознали, спретни, и обично веома интелигентни... У сваком погледу, Ингуши се показују, антрополошки, као група људи који насељавају Кавказ, различита од својих суседа, Осетина, Чечена, Лесгина, Кимиха, Черкеза и Кабардина, Јермена, Грузијаца, Јевреја и других. Према антропологу Ивану Пантјухову, Ингуши се антрополошки разликују не само од осталих популација Кавказа, већ чак и од Чечена са којима чине јединствену говорну заједницу због пасивне двојезичности коју практикују Ингуши. Међу Ингушима кавкаски тип је сачуван боље него код било које друге севернокавкаске нације, професор антропологије В.В. Боунак „Грозненски радочи“ 5, VII, 1935. Пруски истраживач Петер Палас посетио је Ингушетију и посматрао Ингуше, а такође је потврдио да су Ингуши потпуно другачији од својих суседа у својој књизи Кроз јужне провинције Руског царства 1793. и 1794. године, стр. 435–436. : Постоји племе народа које се потпуно разликује од свих осталих становника Кавказа, како по језику, тако и по стасу, и по особинама лица: њихово национално име је ЛАМУР, што означава становнике планина; други их зову Галгаји, или Ингуши... Њихов начин говора нам се учинио као да су им уста пуна камења. Обавештени смо да су они поштен и храбар скуп људи, који одржавају своју независност, и да су подложни само својим старешинама, односно свештеницима, који им приносе верске жртве. Они су готово једини народ који насељава Кавказ, међу којима су сачувани штитови, као део њихове опреме. Ови штитови су направљене од дрвета, обложени кожом и везани гвозденим обручима овалног облика. Кратке чворнасте ракље које чини део њиховог оклопа, служе не само као одбрамбено оружје, већ се такође користи за подупирање пушке између његових рачвастих разгранака, причвршћујући шиљасти крај у земљу, што омогућава стрелцу да нанишани тачније циљ. Ингуши су одлични стрелци

## Ингушки језик и граматика
Према лингвисткињи Џоани Николс, која је проучавала језике, укључујући чеченски и ингушки, у својој књизи Ингушка граматика каже: На моје изненађење, показало се да је ингушки најкомплекснији језик који сам истраживала, надмашујући чак и полисинтетичке језике као што су Сенека, Лахота, и Халкомелем. Ингушки није полисинтетичан, његова сложеност је због великог инвентара елемената (фонема, падежа, времена, итд), високог степена флективне синтезе у глаголу и класификације различитих типова – класе деклинације и конјугације, слагање родови, очигледни инхерентни родови, подељени вербални лексикон, подељено поравнање, итд. Можда ова сложеност објашњава зашто је било потребно тридесет година да се састави ова граматика, током којег је највећи део времена пројекат у ствари био на врхунцу или близу њега... Ингушки и чеченски су различити језици и нису међусобно разумљиви, али због широко распрострањеног пасивног делимичног познавања стандардних низијских чеченских језика од стране Ингуша, функционишу у извесној мери као јединствена говорна заједница. Ингушки је матерњи језик велике већине од око 300.000 Ингуша, од којих већина живи у Републици Ингушетији или близу ње на северној падини планинског ланца Великог Кавказа у јужној Русији... Ингушки и чеченски су различити језици и нису међусобно разумљиви, али због распрострањене пасивне двојезичности чине јединствену говорну заједницу.

## Порекло Ингуша
Према Леонтију Мровелију, грузијском хроничару из 11. века, реч Кавказ потиче од ваајнашког претка Кавкаса.
Према професору Џорџу Анчабадзеу са Државног универзитета Иља Вајнаси су древни староседеоци Кавказа. Важно је напоменути да је, према генеалошкој табели коју је сачинио Леонти Мровели, легендарни предак Вајнаха био Кавкас, отуда и име Кавкаси, један од етникона који се сусрео у древним грузијским писаним изворима, означавајући претке Чечена и Ингуша. Као што се види из горе наведеног, Ваинахи су, барем по имену, представљени као најкавкаскији народ од свих Кавказаца. (Кавказ – Кавкас – Кавкаси) у грузијској историјској традицији.
У чланку у часопису Science Бернис Ветрих  наводи да је америчка лингвисткиња др Џоана Николс користила језик да повеже савремене људе на Кавказу са древним становницима Плодног полумесеца и да њено истраживање сугерише да су пољопривредници у региону били прото-Нах-Дагестанци. Наводи се да је Николс изјавила да су нахско-дагестански језици најближа ствар коју имамо директном наставку културне и језичке заједнице која је довела до западне цивилизације

## Генетика становништва Ингушетије
Ингуши имају 89% Ј2 Y-DNA што је највећа позната фреквенција на свету, а Ј2 је блиско повезан са Плодним полумесецом.
Митохондријска ДНК Ингуша се разликује од осталих белаца и остатка света. Популације Кавказа показују, у просеку, мању варијабилност од осталих [светских] популација за осам анализираних полиморфизама Алу инсерције. Просечна хетерозиготност је мања од оне у било ком другом региону света, са изузетком Сахула. Унутар Кавказа, Ингуши имају много ниже нивое варијабилности од било које друге популације. Ингуши су такође показали необичне обрасце варијације митохондријског генома у поређењу са другим популацијама Кавказа, што указује да неке карактеристике историје популације Ингуша, или овог конкретног узорка Ингуша, морају бити одговорни за њихове различите обрасце генетске варијације и на мтДНК и на Алу инсерционим локусима.

## Ингушки карактер
У Белешкама о Кавказу Елим Х. Д'Авигдор, 1883. каже: Ингуши имају велики лични понос и одлучност. Пре четрдесет или педесет година, када је ропство било институција на Кавказу, и људи су куповали слуге, мушкарце и жене, од планинара (као сада у Централној Африци), робови Ингуши су се сусретали веома ретко, они су одбијали да буду одведени живи или су извршавали самоубиства. Ингуша чије су идеје о меуму и тууму биле збуњене, када су га неки руски војници у Владикавкасу открили док је водио краву, био је тешко претучен али је успео да стигне до свог села у планинама, где је убрзо умро.Његов брат је, узевши пушку, муницију и мало проса у торби, кренуо сам да освети његову смрт. Стигавши обилазницама у околину Владикавкаса, заузео је положај међу стенама на падини брда, и посматрао док није угледао руског војника на прикладној удаљености. Након што је уходио и „устрелио“ свог човека, он је Русу одсекао уши и отишао на планину, где их је принео на гробу свог брата, и поново се вратио да шета око руских предстража. У овом подухвату, током неколико месеци, он је успео да усмрти три официра и петнаест редова, наоружан кременом пушком и инфериорним домаћим барутом.

Ингуши су храбри, изузетно поносни и фанатични. Сви ови квалитети Ингуша не дозвољавају прихватање спољног притиска.

## Праисторија и рана историја народа Ингуша
10000–8000. п. н. еПрема чланку Бернис Ветрих Завиривање у прошлост, речима, Џоана Николс је показала да лингвистички докази указују на то да су преци народа Нах мигрирали на падине Кавказа из регије Плодног полумесеца где су се бавили пољопривредом и узгојом стоке. Николс је изјавила: Нах–Дагестански језици су најближа ствар коју имамо директном наставку културне и језичке заједнице која је изнедрила западну цивилизацију. Антрополог Хенри Харпендинг са Универзитета Јута био је импресиониран њеним истраживањем.
6000–4000. п. н. еНеолит. Грнчарија је била позната у региону. Стара насеља код Али-Јурта и Магасаа, откривена у новије време, открила су оруђе од камена: камене секире, углачано камење, камене ножеве, камење са избушеним рупама, глинено посуђе итд. равнице. У планинама су откривена насеља направљена од камена опасана зидовима, нека од њих датирају из 8000. године п. н. е.
4000–3000. п. н. еУ Ингушетији доминира Куро–аракска култура. Камени кистови Егикала, Лежгија и Езмија откривени су у модерном добу што показује да је ова врста сахрањивања била уобичајена. Проналазак точка (3000. п. н. е), јахање, метални радови (бакар, злато, сребро, гвожђе), посуђе, оклопи, бодежи, ножеви, врхови стрела. Артефакти су пронађени у близини Насаре-Корта, Мужичија, Ја-Е-Борца, Назрања.
20. п. н. еСтрабон први пут помиње Гелије, или Гиалгиаје, када говори о народу у центру Кавказа. О.В. Вал је 1875. године у својој књизи Земља цара на страни 239 записао Ова два народа која је Страбон помињао су Леги модерни Лезгини, и Гели ингушко племе Гиалгиаји, а Керавнијске планине су северни ланац Кавказа све до планине Бештау. Исту изјаву о томе да је Гелија ингушко племе дао је немачки професор Карл Кох 1843. године у својој књизи Путовање кроз Русију до Кавкаске превлаке на страни 489. Јакуб Ван Вијк у књизи из 1821. године Општи географски речник према последњим политичким променама, и последњим, најбољим и најсигурнијим извештајима на страници 1.050 такође помиње да су Гели или Гелади у ствари Ингуши које помиње Јован Зонара.
900–1200у центру Кавказа је основана Краљевина Аланија (позната на руском као Царственные Аланы). Немачки научник Петер Симон Палас  веровао је да су Ингуши (Кисти) директни потомци из Алана.
1220прва инвазија Џингис-канове монголске војске у Ингушетију. Монголи заузимају ингушетску низију. Импресиониран ингушким упорним браниоцима, Џингис-кан је дао титулу Калка свом сину Чагатају. У монголском термину калка значи чувар, заштитник или штит. Крајем четрнаестог века термин ће бити пренет на монголске племиће као Калка Монголи
1238Менгу-кан је заузео ингушко предгорје, почиње дуга опсада Ингушких планина. Четири руске војске – вазали Монгола учествују у опсади Ингушких планина. Почињу стални напади Ингуша на Монголе.
1239Освајање главног града Аланије, Магаса (оба имена позната искључиво од муслиманских Арапа) и аланске конфедерације севернокавкаских горштака, народа и племена од стране Бату-кана (монголског вође и унука Џингис-кана) Магас је уништен почетком 1239. од стране хорди Бату-кана. Историјски се Магас налазио на приближно истом месту на коме је сада изграђена нова престоница Ингушетије – Д.В. Зајац
1254Француски амбасадор Гиљем Д’ Рубру долази у монголско седиште на Кавказу. Извештава да Монголе непрестано нападају горштацима Лоамаро-Керести (хришћански горштаци). У нападима су монголски команданти убијени и стока била украдена.
1300–1400Рат између Алана, Тамерлана, Токтамиша, и битка код реке Терек. Аланска племена граде тврђаве, замкове и одбрамбене зидове који обезбеђују планине од освајача. Део низијских племена окупирали су Монголи. Почиње побуна против Монгола. Једна мапа области током монголског периода нам даје наслутити зашто није било много писано о Вајнахима— пошто је област Чеченије-Ингушетија на тој мапи једноставно означена као неуправљива. Ово није изненађујуће, пошто би већина армија које се кретала на север или југ била заинтересована да прође кроз планине и стигне до својих крајњих одредишта што је пре могуће – остављајући народе између два пролаза релативно несметаним.   – Шафер, Роберт В. Побуна у Чеченији и на северном Кавказу: од Газавата до џихада стр. 51. Јордански историчар Абдул-Гани Хасан је 1991. године представио фотокопију старих арапских писама у којима се тврдило да се Аланија налази у Чеченији и Ингушетији, као и документ аланског историчара Аздина Вазара (1395–1460) који је тврдио да је из племена Ал Нохчо.
1347Црна смрт је Ингушима донела инвазију Монгола. У комбинацији са великом хладноћом, велике несташице хране у планинама, ратове које су водили Монголи и болести, становништво Ингуша је десетковано. Градови смрти (некрополе) у ингушкој висоравни су настали отприлике у то доба. Преостало становништво Ингуша је мигрирало и концентрисало се у сада познати Џеирахски округ. Ингуши су изгубили територије западно од реке Терек.
1395Тимуридове армије нападају Ингушетију близу реке Сунже. Они граде широке фортификационе ровове да би спречили нападе. Остаци ровова могу се наћи у близини ингушког села Јандаре.
1480–1566Ширење турске моћи на југу и делу Северног Кавказа: Грузија, Дагестан, Черкезија.
1558Руско освајање Кавказа. 1558. Темрјук из Кабарде шаље своје изасланике у Москву тражећи помоћ против племена Ингуша од Ивана Грозног. Иван IV Грозни се жени Темрјуковом ћерком Маријом Темрјуковном черкеском (кабардинском) принцезом. Алијанса формирана да би стекла земљу на централном Кавказу за ширење Руског царства против тврдоглавих вајнахских бранилаца.
1588Чечени су се придружили Русији, а такође су се придружили руским редовима у Кавкаском рату. Године 1561, цар Иван IV (познат као 'Грозни'): владао је 1533–1584, оженио се принцезом Маријом, ћерком моћног кабардијског кнеза Темрјука, инаугуришући руску политику кооптирања севернокавказских елита као средства за ширење свог утицаја у региону. Узнемирени анимозитетом према Персијанцима и Турцима, један број чеченских принчева стао је на страну Русије, дозвољавајући изградњу тврђаве Терек Городок 1587. Исти принчеви су такође били у добрим односима са Темрјуком. Чеченски амбасадор на царском двору, Ших-Мурза Окоцки, касније назван војвода, предао је своје акредитиве 1588. године, у исто време када и утицајни кабардински принц Алкас.
1599Снаге руске експедиције амбасадорске мисије у Грузији заједно са кабардијским принцом Алкасом нападају калкаци у близини насеља Ларс.
1600Руски амбасадори радије иду около кроз земље кнеза Шиха Окотског и аварских принчева до Грузије
1604–1605Друга војска руског војног амбасадора на путу за Грузију нападнута је мускетама (ватрена битка) од стране калкака у близини Ларса (Даријала)
1629Прва забележена трговина са калкацима, трговци из руског логора (стрелци) из Тарки долазе да купују олово и барут за своје мускете.
1658Руска влада масовно премешта Донске Козаке и стрелце на реку Терек.
1662Заједничке руске, кабардинске и ногајске снаге нападају Ингуше. Према руским изворима, у овом рату потпуно су уништена 164 насеља Ингуша. Низијска Ингушетија је окупирана од Русије и њених кабардијских савезника.. Козачки генерал Андреј Шкуро који се борио против Ингуша у 20. веку у својој књизи пише: Још од освајања Кавказа, храбри и слободољубиви Ингуши, који су очајнички бранили своју независност, делом су истребљени, а делом отерани у неплодне планине.
1711–1712Козачки градови су премештени на леву обалу реке Терек.
1761Под изговором одбране низијских Ингуша од вазалних напада Чечена, Кабардина, Дагестанаца и Ногајаца, које је оркестрирала Русија, руске трупе под командом Кирејева упадају у Назран. За месец дана низинске Ингуше су три пута напале заједничке кабардинско-чеченске армије, ногајско-чеченске армије и дагестанско-чеченске армије.
1762Под сталним нападима са три стране, део тешко десеткованог народа Ингуша: Карабулак се присаједињује Русији.
1763За одбрану Карабулака од њених вазала, Русија шаље војску под командом Ј. Надеждина
1785Чеченски лидер шеик Мансур покреће побуну против Русије. Руске трупе браниоци се повлаче, остављајући Назран и Карабулак без одбране. Мансур окупља своје чеченске и дагестанске снаге и због страха од пљачке сопствених села од своје сталне војске наређује напад на ингушка насеља Карабулак и Галаш. Међутим, Ингуши су победили Мансура и он је био приморан да се повуче.
1801Грузија је потпуно интегрисана у Русију, једина непријатељска нација на Кавказу су Ингуши. Русија плаћа Ингушима новац за заштиту копненог пута до Дарјала
1810Ингуши се придружују Русији Чин оданости шест ингушких кланова Русији: По обостраном договору са командантом Делпозом и целим Ингушким народом, ми смо доле навели 6 кланова слободног и независног народа, часног народа, По 10 људи из сваког клана, уз нашу добру вољу и међусобну сагласност, сагласни су... Остали планински кланови Ингуша, један по један, придружили су се Русији током наредних деценија. Верски је Ингушетија углавном паганска са хришћанским и муслиманским мањинама.
1811Руски изасланик немачког порекла Мориц фон Енгелхард је на царску молбу посетио планинску Ингушетију и понудио Ингушима да се придруже Русији обећавајући многе користи од цара. Представник Ингуша одбио је предлог уз одговор: Изнад капе видим само небо. Ову изреку касније ће искористити Гете у својој песми Фрајзин
1811–1832Остали планински ингушки кланови под сталним нападима надмоћнијих руских снага један по један су се придруживали Русији. У својој експедицији против Ингуша 1832. године, руски официр Ф.Ф. Торнау који се борио против Ингуша уз помоћ савезника Осетија, помиње у својим мемоарима да су Ингуши имали само шест стотина ратника за борбу против Русије.
1829Шамиљ покреће побуну против Русије. Он осваја Дагестан, Чеченију а затим напада Ингушетију у нади да ће Ингуше превести у ислам и тако стећи стратешког савезника. Ингуши су победили снаге имама Шамиља тада и касније 1858. када је поново покушао још два пута да заузме Ингушетију. Заузете у рату са два јака противника Русијом и Шамиљовим имаматом, ингушке снаге су биле десетковане, али су наставиле борбу. Руски пуковник А. Л. Зисерман у својим запажањима о рату на Кавказу пише: Када би Шамиљ био енергичнији, могао би, на пример, уместо напада на Кахете, да предузме покрет према заједницама Киста, чије је потчињавање нама било номинално и генерално сумњиво, а са овим сиромашним дивљаци, склоним грабљивости, заједно упадају на грузијски војни пут у његовом северном делу, у близини Ларса (а не код Мцхете), врше сталне рације у малим групама и заиста отежавају, чак и привремено заустављају нашу комуникацију са Русијом, приморавајући их да делују под јаким пешадијским заклоном. Али очигледно није знао много о овом делу планина и друштвима Киста, која нису прихватила учења Мурида, па чак ни ислама у толикој мери као горштаци Дагестана и Чечени. Покушаји имама да их натера да пређу у муридизам били су неуспешни и наишли су на оружани отпор. Он их је могао придобити на своју страну и учинити својим активним савезницима само подмићивањем утицајних људи и заводећи их перспективом поделе плена, не дирајући ни њихову верску ни свакодневну слободу.
1858Због сталних окршаја са хришћанском Русијом и исламском пропагандом од стране два муслиманска свештеника Кимика. Ингуши полако прихватају ислам, а када су два Кимика ухапшена, Ингуши су дигли побуну захтевајући да се дозволи исламско учење. Русија дозвољава чеченском суфији Кунта-Хаџи Кишијеву да предаје ислам у Ингушетији, ислам ненасиља против тлачитеља, ислам потчињавања руском освајачу.
03. 11. 1858После вишеструких губитака имама Шамила на крају Кавкаског рата, Руси и Чечени уједињују своје снаге. Бивши чеченски побуњеници издају имама Шамила и њихови људи се придружују руским редовима. 3. новембра 1858. Генерал Евдокимов је наредио (наређење Н1896) бившем команданту побуњеника набобу Саибу-Дули Гехинском (Садула Оспанов) из Чеченије да нападне и уништи ингушка насеља у близини река Асе и Фортанге: Датик, Мереџи, Асери, Шагот-Коч и друге. У пролеће 1859. Ингушима је наређено да их Евдокимов депортује у Малу Чеченију, где ће на крају бити асимиловани. Након пораза, преостали Ингушки кланови су прибегли углавном подземном отпору.
1847–1867Руско освајање Ингушетије било је изузетно тешко и руске снаге су почеле да се ослањају на метод колонизације: истребљење локалног становништва и поновно насељавање области козачким, чеченским и осетским лојалистима. Руски цар је подстицао емиграцију Ингуша у Турску и Средњи исток тврдњом да муслимани треба да живе под муслиманским владарима. Ослободивши тако земљу за Осете и Козаке. Неки Ингуши су прогнани на напуштену територију на Средњем истоку где су многи од њих умрли, а други су асимиловани. Процењује се да је 80% Ингуша напустило Ингушетију и отишло на Блиски исток 1865.
1888Због сталних окршаја са Ингушима, Русија уводи у Ингушетији Војно-козачку владу. Ингуши су једини од свих планинских народа која нису добили своју окружну управу, већ су били укључени у посебне делове у козачко Сунженско одељење Теречке области.
1910–1911Ингуши су пружили уточиште чеченском побуњенику Зелимканау Гушмазукајеву. Руска влада је због тога строго кажњавала Ингуше. Неколико експедиционих снага послато је у Ингушетији да пронађу чеченског побуњеника. 25. септембра 1910. године стотине војника и козака под командом начелника Назранског округа кнеза Андроникова послато је у планине да заробе Зелимхана, али он није пронађен. Док су се повлачили из Асинске клисуре, Ингуш Абрек Поско је убио кнеза Андроникова и тешко ранио капетана Донагујева. Русија уништава ингушка села, убија Ингуше, потпуно брише два насеља посебно Кок где се налазио чувени антички фалусан споменик. Целокупно становништво из Кока, 320 Ингуша послато је у прогонство у Сибир.
1914–1917Ингуши учествују у Првом светском рату на руској страни као витезови Дивље дивизије
1917 ADКако је почела руска револуција, ингушка Дивља дивизија је пребачена у Санкт Петербург да угуши сељачки устанак. Ингушки јахачи одбили су да учествују у убијању руских сељака и вратили су се у Ингушетију
1918–1920-теИнгуши су се борили против руске Беле гарде, под командом генерала Дењикина и генерала Шкура, која је извршила инвазију на Ингушетију. У својим мемоарима, генерал Дењикин је написао: Ингуши су најмање бројна, најзаваренија и најјача борбена организација. Они су, у суштини, били врховни судија Северног Кавказа. Морал им је одавно дефинисан у руским уџбеницима географије, главно занимање – сточарство и пљачка... Последња од ове две је постала посебна уметност у друштву. Политичке тежње су произашле из истог тренда. Ингуши су плаћеници совјетског режима, подржавају али не дозвољавају да се шири у њиховој покрајини. Истовремено су покушавали да успоставе односе са Турском и тражили су помоћ од Турака из Јелисаветпоља, и Немачке – из Тифлиза. У августу, када су Козаци и Осети су заузели Владикавказ, Ингуши су интервенисали и спасили совјетски одбор комесара Терека, али су опљачкали град и заузели државну банку и ковницу новца. Опљачкали су све суседе: Козаке и Осете у име исправљања историјске грешке за недостатак земље, бољшевике – за своје услуге, Владикавказчане – за њихову беспомоћност, а Кабардинце – само из навике. Сви су их мрзели, а свој занат су радили сложно, добро организовани, у великом стилу, поставши најбогатије племе на Кавказу. Генерал Андреј Шкуро у својој књизи је написао: Ингушетија је била најједногласнија и потпуно бољшевичка. Још од освајања Кавказа, храбри и слободољубиви Ингуши, који су очајнички бранили своју независност, делом су истребљени, а делом отерани у неплодне планине. Теречки козаци су се населили на плодним земљама које су им припадале, а козаци су основали своја села на клину који је усекао Ингушетију. Лишени могућности да поштено зарађују за хлеб, Ингуши су живели од пљачке и препада у козачким земљама. Теречки козаци који су се граничили са Ингушима нису ишли у поље без пушака. Није било дана без пуцњаве и крвопролића. Сматрајући козаке угњетачима, а козачке земље да су и даље биле њихове, Ингуши су им се немилосрдно светили. Однос је био непомирљив, даља кохабитација је била незамислива. Било је потребно или потпуно истребити Ингуше, или иселити козаке из некадашњих ингушких земаља, враћајући их њиховим бившим власницима.
1922Ингушка аутономна област је формирана као део СССР-а.
1931–1939Насилно наметање колективизације 1931. резултирало је смрћу скоро 10% Ингуша, а Велика чистка 1937-1939. са нових скоро 10%, укључујући већину професионалаца и вођа.
1942Нацистичка Немачка и њени савезници извршили су инвазију на Кавказ. Немачки блицкриг је 30 дана држао окупираним територије Северног Кавказа од Ростова на Дону дo Моздока. Немачко напредовање је заустављено код ингушког града Малгобека
23. фебруар 1944Док су се мушкарци борили на фронтовима Другог светског рата, совјетске трупе НКВД-а преплавиле су Ингушетију. Жене, деца, старци су похватани, Ингуши су лажно оптуживани да су присталице нациста, а целокупно становништво је прогнано у северни Казахстан и Сибир где је најмање 40% становништва нестало између 1944-1956. Током геноцида ингушки цивили из насеља Цори, Камки и Таргим били су окупљени у зграде и живи спаљени од стране совјетских трупа са војним вишковима напалма. Разлози геноцида никада нису били разјашњени. Иако проф. Џоана Николс верује: Разлог, који никада није разјашњен, изгледа да је Стаљинова жеља да очисти све муслимане са главних рута инвазије у планираном нападу на Турску
1957Иако је Ингушима било дозвољено да се врате 1957. године, границе реконституисане Чеченско-Ингушке АССР су поново исцртане тако да је у суштини цела територија Ингушког предгорја, густо насељених око 500 квадратних километара земљишта на десној обали Терека, укључујући Онгушт и неколико других градова, као и источну половину Владикавказа, уклоњена и смештена у Северну Осетију. Иако су власти ометале запошљавање и легалан боравак Ингуша тамо, многи Ингуши су се вратили да живе што ближе својим домовима пре депортације.

## Архитектура
Ингушка камена архитектура је уско повезана са њиховим начином живота у планинама. Камена архитектура позната је у планинској Ингушетији још од 8000 п. н. е – 4000. п. н. е. киклопска зидана насеља Егикал, Таргим, Доскакле, Леими. Кавказолог Руслан Бузуртанов помиње да је свако ингушко насеље имало архитектонску тријаду: торањ, цркву и некрополу, које су континуирано еволуирале током времена. На пример, црква Ткаба-Јерди је првобитно била пагански храм према доказима о најранијим структурама које датирају пре 8–9. века када је преуређена у хришћанску цркву додајући хришћанске крстове и рељефе, али задржавајући паганске петроглифе. Ингушки камени град који се састојао од кула и цркава налазио се ниже од некрополе града мртвих. Ингушка некропола је имала степенасти кров било пирамидалног или купастог облика. Борбене куле имале су степенасте пирамидалне кровове. Некрополе су еволуирале током времена: 3000. година п. н. е. биле су подземне камене кисте, касније груписане у пирамиде, затим су постале напола подземне и коначно у раном средњем веку биле су изнад земних структура. Већина ингушких камених некропола и цркава источно од реке Терек била је делимично или потпуно уништена током совјетског времена, посебно након што су Ингуши масовно прогнани 1944. Некрополе су опљачкали осетски и руски колонисти који су доведени у Ингушетију после 1944. Борбене куле су имале улаз на другом спрату који је имао купасти кров са каменим крстом и каменом који је чинио под следећег нивоа. Ови купасти камени крстови су јединствени само у Ингушким кулама. Борбене куле су обично имале пет до шест нивоа. Ниједан од сводова прозора у борбеним кулама није имао камен темељац и направљен је од чврстих камених блокова. Чувени совјетски археолог и историчар, професор Е. Ј. Крупнов је у својој књизи Средњовековна Ингушетија описао ингушке куле као „у правом смислу врхунац архитектонског и грађевинског мајсторства древног становништва региона».

## Култура
Ингуши поседују разнолику културу традиција, легенди, епова, прича, песама, пословица и изрека. Музика, песме и плес су посебно цењени. Популарни музички инструменти укључују дачик-пандер (врсту балалајке), какат пондер (хармоника, коју углавном свирају девојке), мирз пондер (виолина са три жице), зурла (врста обое), даире, и бубњеви.

## Религија
Ингуши су претежно сунитски муслимани шафијског мезхеба, са суфијским пореклом који припадају кадиријском тарику чеченског проповедника Кунта Хаџија. Пре преласка на ислам, Ингуши су били хришћани и пагани. Огромни споменици из паганске прошлости Ингуша и даље се чувају у музејима као што је фалусна статуа из Кока у Ингушетији, коју је описао руски историчар Крупнов. Слична њој је још једна статуа поменута у селу Леми у Ингушетији. Плаетсчке напомиње да неплодне жене тајно посећују статуу и моле јој се, пре него што одломе њен комадић и користе је као талисман. Обе статуе су изграђене у част богиње плодности Тушоли и повезане су са другим фалусним древним статуама на Блиском истоку.